# Baumgartenhöhe
Die Baumgartenhöhe (auch Baumgartnerhöhe oder Baumgartner Höhe) ist ein 1646 m ü. A. hoher Grathöcker im Westgrat der Niederen, einer ausgeprägten Bergschulter der Winterstaude, und Hausberg von Andelsbuch im österreichischen Bundesland Vorarlberg. Die Anhöhe ist Teil des Winterstaudenkammes im Bregenzerwaldgebirge.

## Touristische Erschließung
Touristisch erschlossen ist der Gipfel von Bezau aus durch eine Luftseilbahn (Bezauer Seilbahn) mit einer Zwischenausstiegsmöglichkeit in Oberbezau (Mittelstation Sonderdach). Von der Bergstation ist der Gipfel leicht erreichbar, der bei guter Fernsicht einen Rundblick bis zum Säntis ermöglicht.

## Name
Direkt unterhalb des Gipfels liegt die Baumgartenalpe, nach der die Erhebung benannt ist.